# Agrilinus spinulosus
Agrilinus spinulosus är en skalbaggsart som beskrevs av Schmidt 1910. Agrilinus spinulosus ingår i släktet Agrilinus och familjen Aphodiidae. Inga underarter finns listade i Catalogue of Life.